# Allium panormitisi
Allium panormitisi — вид трав'янистих рослин родини амарилісові (Amaryllidaceae), ендемік острова Симі (Південні Егейські острови, Греція). Назва нового виду походить від назви монастиря Панормітіс, присвяченого Архангелу Михаїлу, який розташований на південному узбережжі Симі і є найвідомішим місцем острова.

## Опис
Геофіт, багаторічний. Цибулина яйцеподібна 15–20 × 10–15 мм (до 27 × 22 мм при культивуванні); зовнішні цибулинні оболонки коричнево-білі, часто з чорнуватими крапками, внутрішні — перетинчасті, білі. Стебло 30–60 см заввишки, 2–3 мм завширшки, голе. Листків (5)7–9, голі, злегка жолобчасті, довші, ніж стеблини, до 2 мм завширшки. Суцвіття розлоге, 23–30(58)-квіткове. Оцвітина дзвінчата; листочки оцвітини від еліптичних до зворотнояйцеподібно-еліптичних, 5–6 × 2–2.5 мм, від пурпурових до зеленувато-пурпурових з темнішими пурпурово-коричневими серединними жилками. Пиляки яйцевидно-еліптичні, від рожевих до пурпурових. Коробочка субкуляста, триклапанна. Насіння чорне, завдовжки 3 мм. 2n = 2x = 16.
Цвітіння відбувається з кінця вересня до кінця жовтня; перші зрілі насінини з’являються із середини жовтня.

## Поширення
Ендемік острова Симі (Південні Егейські острови, Греція).
Росте на вапняних кам'янистих схилах.